# Marcelo Castro
Marcelo Costa e Castro (São Raimundo Nonato, 9 de junho de 1950) é um médico e político brasileiro filiado ao MDB, com atuação política no Piauí desde o final da década de 1970. Foi ministro da Saúde no governo Dilma Rousseff. Em 17 de fevereiro de 2016 Castro pediu saída temporária do Ministério, no qual foi atendido prontamente, entretanto retornou ao cargo no dia seguinte. Em 17 de abril de 2016, Marcelo Castro votou contra a abertura do processo de impeachment de Dilma Rousseff. Entregou sua carta de demissão definitiva em 27 de abril de 2016.
Em 2016, com o apoio de boa parte do PT, PCdoB, PDT e PSB, se candidatou a presidente da Câmara dos Deputados, contudo, após fracassar no pleito passou a tomar decisões alinhado com o Governo Temer, votando a favor da reforma trabalhista.

## Trajetória política
Filho de José Dias de Castro e Clotildes Costa e Castro, é formado em Medicina pela Universidade Federal do Piauí (UFPI) e Doutor em Psiquiatria pela Universidade Federal do Rio de Janeiro (UFRJ). Sua estreia política ocorreu pela ARENA como candidato a uma vaga na Assembleia Legislativa do Piauí em 1978 figurando em penúltimo lugar naquele pleito com 129 votos. Extinto o bipartidarismo ingressou no PMDB e foi eleito deputado estadual em 1982, 1986 e 1990, abstendo-se de disputar mais um mandato na eleição seguinte quando já estava filiado ao PPR após uma passagem pelo PSDB.
No primeiro governo Mão Santa presidiu o Instituto de Assistência e Previdência do Estado do Piauí (IAPEP) voltando ao PMDB e sendo eleito deputado federal em 1998, sendo o primeiro piauiense a romper a marca dos cem mil votos numa eleição para a Câmara dos Deputados. No segundo governo Mão Santa foi secretário de Agricultura reelegendo-se deputado federal em 2002, 2006, 2010 e 2014. É o presidente da executiva estadual do MDB.
Entre maio e outubro de 2007 foi titular da comissão parlamentar de inquérito do Sistema de Tráfego Aéreo.
Votou contra do Processo de impeachment de Dilma Rousseff. Já durante o Governo Michel Temer, votou a favor da PEC do Teto dos Gastos Públicos. Em abril de 2017 foi favorável à Reforma Trabalhista. Em agosto de 2017 se ausentou da votação do processo em que se pedia abertura de investigação do presidente Michel Temer, ajudando a arquivar a denúncia do Ministério Público Federal.
Seu pai foi eleito deputado estadual pela ARENA em 1970 e 1974. Primo de João Batista de Castro Dias, sobrinho de Manoel da Silva Dias e neto de José Dias de Souza, membros de uma família influente na política do estado que tem origem no município de São Raimundo Nonato.

## Eleição ao senado
Em 2018 foi eleito senador pelo Piauí com mais de 800 mil votos.
Em junho de 2019, votou contra o Decreto das Armas do governo, que flexibilizava porte e posse para o cidadão.